# Opičí mozečky

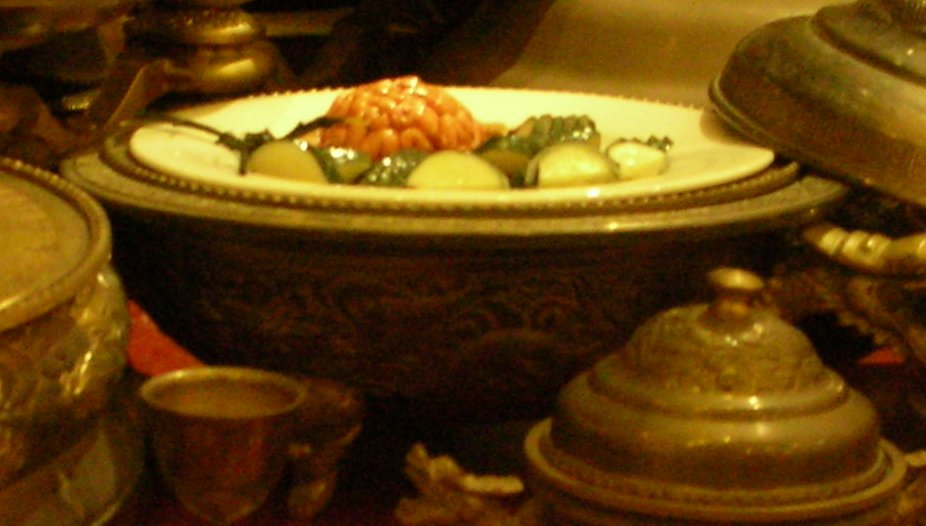
Rekonstrukce podávání opičích mozečků během císařské hostiny v říši Čching, Muzeum potravinové kultury, Hongkong

Opičí mozečky je pokrm, který sestává z mozku některých druhů opic nebo lidoopů. Ačkoliv se s konzumací opičích mozků můžeme setkat v různých kuchyních (např. vejce s mozečkem nebo smažené sendviče s mozečkem), existuje debata o tom, zda se opičí mozky skutečně konzumovaly. V západní populární kultuře je jejich konzumace opakovaně zobrazována a diskutována, často v kontextu zobrazování exotických kultur jako mimořádně krutých, bezcitných nebo podivných.

## Konzumace
Dohady o tom, zda se skutečně opičí mozky konzumovaly, mohla způsobit jedlá houba korálovec ježatý (Hericium erinaceus), jehož povrch se podobá srsti některých asijských primátů, jako jsou například makakové. Počáteční zmatky s překladem názvu této houby, která je v angličtině známá jako monkey-head mushroom, mohly hrát roli v přesvědčení, že se opičí mozečky běžně používaly v asijské kuchyni.
Konzumace skutečných opičích mozků je zdokumentována v několika historických pramenech. Opičí mozky se podávaly při císařských hostinách v říši Čching, které byly pořádány v 17. století mandžuskými Hany. Na těchto hostinách mohly být mozky konzumovány přímo z lebky zvířete.
Jeden moderní záznam o konzumaci opičích mozků byl publikován v roce 1958 spisovatelkou cestopisů Leilou Hadley, která detailně popsala jídlo podávané v restauraci v Macau, poblíž Hongkongu, kde byly z lebky čerstvě zabité opice jeden mozek. Spisovatel Albert Podell tvrdí, že v roce 1966 v Hongkongu jedl opičí mozky z živé opice, což popisuje ve své knize Around The World in 50 Years. Existují však pochybnosti o pravdivosti tohoto tvrzení. Oficiální čínská politika týkající se získávání určitých druhů volně žijících živočichů v 21. století zakazuje servírování opičích mozků a za porušení tohoto zákona hrozí trest odnětí svobody až na 10 let.
V časopisu Gorilla Journal popsala vědkyně Angela Meder kulturní praktiku kmene Anaang, který žije v jihovýchodní Nigérii a v jihozápadním Kamerunu. Podle tohoto zvyku nový kmenový náčelník musí zkonzumovat mozek ulovené gorily, zatímco jiný starší člen kmene konzumuje srdce. Podle této zprávy k této praxi docházelo pouze v konkrétním případě nového náčelnictví, protože zabíjení goril bylo jinak zakázáno.

## Zdravotní rizika spojená s konzumací opičích mozků
Konzumace mozku a dalších tkání nervové soustavy některých zvířat je považována za nebezpečnou pro lidské zdraví a může vést i k přenosným encefalopatiím, jako je Creutzfeldt-Jakobova choroba.

## Fikce
S fiktivním vyobrazením konzumace opičích mozků se setkáváme ve filmu Faces of Death z roku 1978, který režíroval John Alan Schwartz. Scéna zobrazuje restauraci s orientální tematikou, kde hosté sedí kolem stolu a sledují břišní tanec. Vypravěč vysvětluje, že se jedná o turisty, kteří přišli na toto místo, aby si dali "specialitu podniku". Majitel dá číšníkovi znamení, aby přinesl opici, která je poté zajištěna v ohrádce zabudované ve stole. Turisté dostanou kladiva, kterými opici mlátí do hlavy, dokud ji nezabijí. Číšník poté rozřízne lebku a vyjme opičí mozek a položí jej na talíř, aby si ho hosté mohli vychutnat. Ve skutečnosti se při natáčení scény žádné opici nic nestalo, protože kladiva byla vyrobena z pěny a "opičí hlava" byla rekvizita naplněná želatinou, červeným potravinářským barvivem a květákem, který simuloval mozkovou hmotu.
Scéna s konzumací opičích mozků se odehrává i ve filmu Indiana Jones a chrám zkázy z roku 1984. Objevuje se také v japonském kriminálním filmu Sailor Suit and Machine Gun z roku 1981 a také v rámci dialogů v komedii Clue z roku 1985. Kromě šokujícího účinku, mají tyto scény společné i znázornění orientalismu, jenž autorka Sophie Rose Arjana popsala jako "sjednocení bizarních a vulgarizovaných reprezentací Dálného východu".